# Henrik 7. af England
Henrik Tudor (28. januar 1457 i Wales – 21. april 1509 på Richmond Castle ved London) var konge af England fra 22. august 1485 til sin død. 
Han var søn af Edmund Tudor, 1. jarl af Richmond og Lady Margaret Beaufort. Han tilhørte selv huset Lancaster, og gennem sit ægteskab med Elizabeth af York, huset Yorks overhoved, blev de to dynastier forenet i Huset Tudor og afsluttede Rosekrigene. 
- 1485: Afsluttede Rosekrigen ved at besejre sin fætter, Richard 3. ved Bosworth Field.
- Han var den første konge af huset Tudor, en sidegren af huset Lancaster
- Han ægtede Edvard 4.'s datter Elizabeth af York for at befæste sin stilling.
- Han gjorde sig efterhånden helt uafhængig af parlamentet og forbedrede rigets finanser.

## Efterkommere
- Arthur, prins af Wales (1486-1502)
- Margaret Tudor (1489-1541), gift med Jakob 4. og dronning af Skotland 1503-13
- Henrik, hertug af York (fra 1502 prins af Wales) (1491-1547), senere konge som Henrik den 8.
- Elizabeth Tudor (1492-95)
- Mary Rose Tudor (1496-1533), gift med Ludvig 12. og dronning af Frankrig 1514-15
- Edmund Tudor, hertug af Somerset (1499-1500)
- Katherine Tudor (1503], døde kort efter fødslen, moderen Elizabeth døde få dage senere